# Orquesta Del Desierto (album)
Orquesta Del Desierto is het debuutalbum van de band Orquesta del Desierto.

## Tracklist
| Nr. | Titel                         | Duur |
| --- | ----------------------------- | ---- |
| 1   | Shadow Stealing               | 4:26 |
| 2   | After Blue                    | 4:54 |
| 3   | Waiting For That Star To Fall | 4:02 |
| 4   | Make Fun                      | 4:19 |
| 5   | Globalist Dreams              | 3:46 |
| 6   | Mary Strange                  | 3:48 |
| 7   | From This View                | 4:18 |
| 8   | Smooth Slim                   | 2:58 |
| 9   | Scorned Liver                 | 3:51 |
| 10  | Alicia's Song                 | 3:25 |

## Bandleden
- Pete Stahl - zang, harmonica
- Alfredo Hernández - drum percussie
- Mario Lalli - gitaar
- Mike Riley - gitaar
- Country Mark Engel - gitaar
- Sean Landetta (Waxy) - percussie
- Dandy Brown - basgitaar, gitaar en orgel
- Jackie Watson & Emilliano Hernández - als "the Enigmatic San Jacinto Horns"

## Overige informatie
- Engineering door Mike Riley
- Mixing en Mastering door Mike Riley en Dandy Brown
- Alle nummers geschreven door Dandy Brown en Pete Stahl
- Het nummer "From This View" is geschreven door Mike Riley en Pete Stahl
- Het nummer "Alicia's Song" is geschreven door Dandy Brown, Pete en A.A. Stahl
- Alle nummers gerangschikt door Orquesta del Desierto
- Design door sp!nner ©2002 splii
- Distributie door Dax Music (ascap) en Big Plastic Things (ascap)
- "From this View" gedistribueerd door Mikerophone Music (ascap) en Big Plastic Things (ascap)